# Korpus Roth
Korpus Roth (izvirno nemško Korps Roth) je bil korpus avstro-ogrske kopenske vojske, ki je bil aktiven med prvo svetovno vojno.

## Zgodovina
Korpus je deloval med julijem 1916 in januarjem 1917, ko je bil preimenovan v 20. korpus.

## Poveljstvo
Poveljniki (Kommandanten)
- Josef Roth von Limanowa-Lapanów: julij 1916 - januar 1917

Načelniki štaba (Stabchefs)
- Hermann Langer von Langenrode: julij - november 1916
- Georg Hohenberger: november 1916 - januar 1917